# Хое Берде
Хое Берде (њем. Hohe Börde) општина је у њемачкој савезној држави Саксонија-Анхалт. Једно је од 35 општинских средишта округа Берде. Посједује регионалну шифру (AGS) 15083298.

## Географски и демографски подаци
Површина општине износи 153,1 km². У самом мјесту је, према процјени из 2010. године, живјело 17.331 становника. Просјечна густина становништва износи 113 становника/km².